# Rajasthali
Rajasthali è un sottodistretto (upazila) del Bangladesh situato nel distretto di Rangamati, divisione di Chittagong. Si estende su una superficie di 145,04 km² e conta una popolazione di 17.198 abitanti (dato censimento 1991).